# Macrelmis steineri
Macrelmis steineri là một loài bọ cánh cứng trong họ Elmidae. Loài này được Spangler in Roback, Berner, Flint, Nieser & Spangler miêu tả khoa học năm 1980.